# Federazione pallavolistica del Qatar
La Federazione qatariota di pallavolo (eng. Qatar Volleyball Association, QVA) è un'organizzazione fondata per governare la pratica della pallavolo in Qatar.
Organizza il campionato maschile e femminile, e pone sotto la propria egida la nazionale maschile e femminile.
Ha aderito alla FIVB nel 1974.